# Stipa gobica
Stipa gobica Roshev. és una espècie `de planta dins la família poàcia. És una planta característica de l'estepa desèrtica a Mongòlia. L'epítet específic:gobica es refereix al Gobi.
La comunitat florística dominant a l'estepa desèrtica de Mongòlia Interior està composta per Stipa gobica, S.brevillora, S.krylovii,S.grandis,S. baicalcnsis i Aneurolepidium chinense i sota una sobrepastura acaba convergint amb la comunitat dominada per Artemisia frigida aquesta és una indicadora de la pressió de la pastura.
Stipa gobica serveix també d'aliment a ungulats silvestres